# 74e cérémonie des Tony Awards
La 74e cérémonie des Tony Awards a eu lieu le 26 septembre 2021 au Winter Garden Theatre. Cette édition de la cérémonie devait se tenir à l'origine le 7 juin 2020 au Radio City Music Hall, mais a été reportée en raison de la pandémie de Covid-19.
La cérémonie a été diffusée en deux parties distinctes sur CBS et Paramount+. 
La comédie musicale Jagged Little Pill était en tête des nominations avec 15, tandis que la pièce avec le plus de nominations était Slave Play, avec 12. Lors de la cérémonie, Moulin Rouge! a remporté dix prix, dont celui de la meilleure comédie musicale, devenant la production avec le plus de victoires de la saison. La production de A Christmas Carol du théâtre Old Vic a remporté cinq prix et The Inheritance en a remporté quatre, dont celui de la meilleure pièce de théâtre. À 90 ans, Lois Smith est devenue l'interprète la plus âgée à remporter un Tony Award, recevant le prix de la meilleure actrice dans une pièce de théâtre.

## Cérémonie
Initialement prévue le 7 juin 2020 au Radio City Music Hall de New York et télévisée par CBS, la cérémonie a été reportée sans nouvelle date, en raison de la pandémie de COVID-19 . New York ayant ordonné la fermeture de tous les théâtres de Broadway le 12 mars en raison de restrictions sur les rassemblements.
Les nominations ont été annoncées le 15 octobre 2020 par James Monroe Iglehart. Le vote pour les Tony Awards a eu lieu du 1er au 15 mars 2021 et la cérémonie a été annoncée pour se tenir en conjonction avec la réouverture de Broadway.

### Présentateurs
Audra McDonald et Leslie Odom Jr. ont présenté la soirée .

### Performances

#### Tony Awards
- "You Can't Stop the Beat" (de Hairspray) - Marissa Jaret Winokur, Matthew Morrison, Kerry Butler, Chester Gregory & Darlene Love[5]
- "What I Did for Love" (de A Chorus Line) - Ali Stroker
- "Anyone Can Whistle" (extrait de la comédie musicale du même nom) - Jennifer Nettles[6]
- "And I Am Telling You I'm Not Going" (de Dreamgirls) - Jennifer Holliday[7]

#### Broadway's Back!
- "Broadway's Back Tonight!" (numéro d'ouverture) – Leslie Odom Jr.[8]
- "Burning Down the House" – American Utopia
- "My Girl" / "Ain't Too Proud to Beg" - John Legend et le casting de Ain't Too Proud
- "Lady Marmalade" / "Because We Can" – Moulin Rouge!
- Broadway Advocacy Coalition
- "Move On" (de Sunday in the Park with George) – Ben Platt et Anika Noni Rose
- "Ironic" / "All I Really Want" - Jagged Little Pill
- "Beautiful City" (de Godspell) - Josh Groban et Odom
- "The Impossible Dream (The Quest)" (de L'Homme de la Mancha) - Brian Stokes Mitchell
- "Somewhere" (de West Side Story) - Norm Lewis et Kelli O'Hara
- "We Don't Need Another Hero" / "The Best" / "Proud Mary" - Tina
- "It Takes Two" (de Into the Woods) - Tituss Burgess et Andrew Rannells
- "You Matter to Me" (de Waitress) - Odom et Nicolette Robinson
- "For Good" (de Wicked) - Kristin Chenoweth et Idina Menzel
- "What You Own" (de Rent) - Adam Pascal et Anthony Rapp
- "Wheels of a Dream" (de Ragtime) - Audra McDonald et Mitchell
- Freestyle Love Supreme

## Palmarès
La date limite officielle d'éligibilité pour les productions de Broadway ouvrant dans la saison 2019-2020 devait à l'origine être le 23 avril 2020,,. En raison de la pandémie de COVID-19 coupant courte la saison théâtrale, il a été annoncé que seuls les 18 spectacles ouverts avant le 19 février 2020 seraient considérés comme éligibles,. La reprise de West Side Story qui a ouvert le 20 février 2020 et la nouvelle comédie musicale Girl from the North Country, qui a ouvert le 5 mars 2020, n'ont donc pas été considérées comme éligibles, car trop peu de spectateurs et d'électeurs les ont vus avant la fermeture de Broadway le 12 mars 2020.
| Meilleure pièce | Meilleure comédie musicale |
| --- | --- |
| - The Inheritance - Grand Horizons - Sea Wall/A Life - Slave Play - The Sound Inside | - Moulin Rouge! - Jagged Little Pill - Tina |
| Meilleure reprise d'une pièce | Meilleure livret de comédie musicale |
| - A Soldier's Play - Betrayal - Frankie and Johnny in the Clair de Lune | - Diablo Cody – Jagged Little Pill - John Logan – Moulin Rouge! - Katori Hall, Frank Ketelaar et Kees Prins – Tina |
| Meilleur acteur dans une pièce | Meilleure actrice dans une pièce |
| - Andrew Burnap – The Inheritance dans le rôle de Toby Darling - Ian Barford – Linda Vista dans le rôle de Wheeler - Jake Gyllenhaal – Sea Wall/A Life dans le rôle d'Abe - Tom Hiddleston – Betrayal dans le rôle de Robert - Tom Sturridge – Sea Wall/A Life dans le rôle d'Alex - Blair Underwood – A Soldier's Play dans le rôle de Captaine Richard Davenport | - Mary-Louise Parker – The Sound Inside dans le rôle de Bella - Joaquina Kalukango – Slave Play (en) dans le rôle de Kaneisha - Laura Linney – My Name Is Lucy Barton dans le rôle de Lucy Barton - Audra McDonald – Frankie and Johnny in the Clair de Lune dans le rôle de Frankie                                                                |
| Meilleur acteur dans une comédie musicale | Meilleure actrice dans une comédie musicale |
| - Aaron Tveit – Moulin Rouge! dans le rôle de Christian (le seul nommé de cette catégorie) | - Adrienne Warren – Tina dans le rôle de Tina Turner - Karen Olivo – Moulin Rouge! dans le rôle de Satine - Elizabeth Stanley – Jagged Little Pill dans le rôle de Mary Jane "M.J." Healy |
| Meilleur acteur de second rôle dans une pièce | Meilleure actrice de second rôle dans une pièce |
| - David Alan Grier – A Soldier's Play dans le rôle de Sergeant Vernon C. Waters - Ato Blankson-Wood – Slave Play dans le rôle de Gary - James Cusati-Moyer – Slave Play dans le rôle de Dustin - John Benjamin Hickey – The Inheritance dans le rôle d'Henry Wilcox - Paul Hilton – The Inheritance dans le rôle de Morgan/Walter Poole                            | - Lois Smith – The Inheritance dans le rôle de Margaret - Jane Alexander – Grand Horizons dans le rôle de Nancy - Chalia La Tour – Slave Play dans le rôle de Teá - Annie McNamara – Slave Play dans le rôle d'Alana - Cora Vander Broek – Linda Vista dans le rôle de Jules                                                                        |
| Meilleur acteur de second rôle dans une comédie musicale | Meilleure actrice de second rôle dans une comédie musicale |
| - Danny Burstein – Moulin Rouge! dans le rôle d'Harold Zidler - Derek Klena – Jagged Little Pill dans le rôle de Nicholas "Nick" Healy - Sean Allan Krill – Jagged Little Pill dans le rôle de Steve Healy - Sahr Ngaujah – Moulin Rouge! dans le rôle de Henri de Toulouse-Lautrec - Daniel J. Watts – Tina dans le rôle d'Ike Turner                             | - Lauren Patten – Jagged Little Pill dans le rôle de Joanne "Jo" Taylor - Kathryn Gallagher – Jagged Little Pill dans le rôle de Bella Fox - Celia Rose Gooding – Jagged Little Pill dans le rôle de Mary Frances "Frankie" Healy - Robyn Hurder – Moulin Rouge! dans le rôle de Nini - Myra Lucretia Taylor – Tina dans le rôle de Gran Georgeanna |
| Meilleure mise en scène pour une pièce | Meilleure mise en scène pour une comédie musicale |
| - Stephen Daldry – The Inheritance - David Cromer – The Sound Inside - Kenny Leon – A Soldier's Play - Jamie Lloyd – Betrayal - Robert O'Hara – Slave Play | - Alex Timbers – Moulin Rouge! - Phyllida Lloyd – Tina - Diane Paulus – Jagged Little Pill |
| Meilleure partition originale | Meilleure chorégraphie |
| - Christopher Nightingale (musique) – A Christmas Carol - Paul Englishby (musique) – The Inheritance - Fitz Patton et Jason Michael Webb (musique) – The Rose Tattoo - Lindsay Jones (musique) – Slave Play - Daniel Kluger (musique) – The Sound Inside | - Sonya Tayeh – Moulin Rouge! - Sidi Larbi Cherkaoui – Jagged Little Pill - Anthony Van Laast – Tina |
| Meilleurs décors pour une pièce | Meilleurs décors pour une comédie musicale |
| - Rob Howell – A Christmas Carol - Bob Crowley – The Inheritance - Soutra Gilmour – Betrayal - Derek McLane – A Soldier's Play - Clint Ramos – Slave Play | - Derek McLane – Moulin Rouge! - Riccardo Hernández et Lucy MacKinnon – Jagged Little Pill - Mark Thompson et Jeff Sugg – Tina |
| Meilleurs costumes pour une pièce | Meilleurs costumes pour une comédie musicale |
| - Rob Howell – A Christmas Carol - Dede Ayite – Slave Play - Dede Ayite – A Soldier's Play - Bob Crowley – The Inheritance - Clint Ramos – The Rose Tattoo | - Catherine Zuber – Moulin Rouge! - Emily Rebholz – Jagged Little Pill - Mark Thompson – Tina |
| Meilleures lumières pour une pièce | Meilleures lumières pour une comédie musicale |
| - Hugh Vanstone – A Christmas Carol - Jiyoun Chang – Slave Play - Jon Clark – The Inheritance - Heather Gilbert – The Sound Inside - Allen Lee Hughes – A Soldier's Play | - Justin Townsend – Moulin Rouge! - Bruno Poet – Tina - Justin Townsend – Jagged Little Pill |
| Meilleur son pour une pièce | Meilleur son pour une comédie musicale |
| - Simon Baker – A Christmas Carol - Paul Arditti et Christopher Reid – The Inheritance - Lindsay Jones – Slave Play - Daniel Kluger – Sea Wall/A Life - Daniel Kluger – The Sound Inside | - Peter Hylenski – Moulin Rouge! - Jonathan Deans – Jagged Little Pill - Nevin Steinberg – Tina |
| Meilleure orchestration | |
| - Katie Kresek, Charlie Rosen, Matt Stine et Justin Levine – Moulin Rouge! - Tom Kitt – Jagged Little Pill - Ethan Popp – Tina | |

## Autres récompenses
Des Tony Awards spéciaux ont été décernés à The Broadway Advocacy Coalition, au film de David Byrne American Utopia et à Freestyle Love Supreme.
Le prix pour l'ensemble de sa carrière au théâtre a été décerné à Graciela Daniele. Julie Halston a reçu le prix Isabelle Stevenson.